# Георги Кондев
Георги Иванов Парев, известен като Кондев, е български учител и революционер, разложки войвода на Вътрешната македоно-одринска революционна организация.

## Биография
Кондев е роден в 1872 година в Мехомия, в Османската империя, днес в България. В 1892 година завършва американското училище в Самоков и става протестантски пастор в родния си град. Кондев става член на ВМОРО в 1896 година, привлечен от Гоце Делчев. Взема участие в аферата „Мис Стоун“ в 1901 година. От 1902 година е учител в Мехомия и през 1902 - 1903 година е председател на революционния комитет в града. През Илинденско-Преображенското въстание Кондев се сражава в Дългата махала на Мехомия с турската войска и е тежко ранен. Легализира се след амнистията от 1904 година. Арестуван е по-късно, осъден е на доживотен затвор и лежи до Хуриета в затвора в Солун. Георги Кондев отново работи като учител в Мехомия след излизането си от затвора. Сред основателите е на читалището „15 септември 1903 година“.
След освобождаването на Мехомия по време на Балканската война в 1912 година Георги Кондев е включен в състава на конституирания по предложение на първенците първи общински съвет на града. На 28 октомври събрание на гражданите избира градски съветници, сред които са Петър Лачин, Н. Кондев, Георги Кондев, Т. Кондев, Д. Тасев.
Умира на 20 декември 1960 година в Разлог.